# うさぎとかえるのいいきぶん
『うさぎとかえるのいいきぶん』は、学研ステイフルでこうのみほこによってデザインされた、かえるをモチーフにした「イージー」とうさぎをモチーフにした「ハッピー」の登場するキャラクターシリーズである。
ポストカード・文具などのキャラクター商品がある。

## 絵本
- 『いいきぶん―easy to be happy』（こうのみほこ、学研、2001/04、ISBN 978-4052015267）
- 『イージーとハッピーのいるところ―イージー・アンド・ハッピー〈2〉』（こうのみほこ、学研、2002/05、ISBN 978-4052016561）